# Capitoli di Mikami - Agenzia acchiappafantasmi

Copertina del ventinovesimo volume dell'edizione italiana, raffigurante i protagonisti Reiko Mikami e Tadao Yokoshima

Questa è la lista dei capitoli di Mikami - Agenzia acchiappafantasmi, manga di Takashi Shiina serializzato sulla rivista settimanale Weekly Shōnen Sunday della Shogakukan dal 17 aprile 1991 all'8 settembre 1999. In seguito i vari capitoli sono stati raccolti in trentanove volumi tankōbon usciti tra il 18 marzo 1992 ed il 18 novembre 1999.
In Italia la serie è stata pubblicata da Star Comics inizialmente nella collana Ghost ed in seguito spostata su Turn Over dal novembre 1997 al 21 aprile 2006.

## Volumi 1-10
| 1  | 1     | 18 marzo 1992 | ISBN 4-09-123031-8 | novembre 1997                            |
| 1  | 1     | Capitoli - Report 1. Mikami in azione! - Report 2. Il grattacielo infestato - Report 3. Panico alla scuola - Report 4. L'esercitazione - Report 5. Grande battaglia nel paradiso spaziale! - Report 6. Il regno delle bambole maledette |                    |                                          |
| 2  | 2     | 18 maggio 1992 | ISBN 4-09-123032-6 | dicembre 1997                            |
| 2  | 2     | Capitoli - Report 7. Un messaggero dal mare - Report 8. Caccia al sottomarino fantasma - Report 9. Inserto speciale: Il morto e il paradiso - Report 10. La battaglia dei tre desideri - Report 11. Meiko Rokudo, acchiappafantasmi - Report 12. La sfida di Doctor Caos |                    |                                          |
| 3  | 3     | 17 luglio 1992 | ISBN 4-09-123033-4 | gennaio 1998                             |
| 3  | 3     | Capitoli - Report 13. Che vita da cani! - Report 14. Il tempo per amare (parte prima) - Report 15. Il tempo per amare (parte seconda) - Report 16. Il tempo per amare (parte terza) - Report 17. Il tempo per amare (parte quarta) - Report 18. La fortezza elettronica - Report 19. Vendo lo Psychic Power! |                    |                                          |
| 4  | 4     | 18 settembre 1992 | ISBN 4-09-123034-2 | febbraio 1998                            |
| 4  | 4     | Capitoli - Report 20. Cercate lo shikigami! - Report 21. Yokoshima cambia lavoro (parte prima) - Report 22. Yokoshima cambia lavoro (parte seconda) - Report 23. Yokoshima cambia lavoro (parte terza) - Report 24. Il Natale di Okinu - Report 25. Il treno fantasma - Report 26. Riunione di acchiappafantasmi (parte prima) |                    |                                          |
| 5  | 5     | 12 dicembre 1992 | ISBN 4-09-123035-0 | marzo 1998                               |
| 5  | 5     | Capitoli - Report 27. Riunione di acchiappafantasmi (parte seconda) - Report 28. Riunione di acchiappafantasmi (parte terza) - Report 29. Riunione di acchiappafantasmi (parte quarta) - Report 30. Lo spettro della giungla - Report 31. Il fantasma della spada - Report 32. Una proposta di fidanzamento - Report 33. La via del dragone (parte prima) |                    |                                          |
| 6  | 6     | 18 marzo 1993 | ISBN 4-09-123036-9 | aprile 1998                              |
| 6  | 6     | Capitoli - Report 34. La via del dragone (parte seconda) - Report 35. La via del dragone (parte terza) - Report 36. La via del dragone (parte quarta) - Report 37. La via del dragone (parte quinta) - Report 38. Appuntamento al buio - Report 39. L'invito del manichino - Report 40. L'aula fantasma |                    |                                          |
| 7  | 7     | 18 maggio 1993 | ISBN 4-09-123037-7 | maggio 1998                              |
| 7  | 7     | Capitoli - Report 41. L'aula fantasma (parte seconda) - Report 42. L'aula fantasma (parte terza) - Report 43. Raduno di streghe - Report 44. Qualcosa è cambiato (parte prima) - Report 45. Qualcosa è cambiato (parte seconda) - Report 46. Qualcosa è cambiato (parte terza) - Report 47. Qualcosa è cambiato (parte quarta) |                    |                                          |
| 8  | 8     | 17 luglio 1993 | ISBN 4-09-123038-5 | giugno 1998                              |
| 8  | 8     | Capitoli - Report 48. Qualcosa è cambiato (parte quinta) - Report 49. Qualcosa è cambiato (parte sesta) - Report 50. Qualcosa è cambiato (parte settima) - Report 51. La scopa magica - Report 52. Stop the Season in Summer - Report 53. L'amore robotico non conosce ostacoli (parte prima) - Report 54. L'amore robotico non conosce ostacoli (parte seconda) |                    |                                          |
| 9  | 9-11  | 18 ottobre 1993 | ISBN 4-09-123039-3 | luglio 1998 agosto 1998 settembre 1998   |
| 9  | 9-11  | Capitoli - Report 55. Il match di tennis spirituale - Report 56. È tornato papà (parte prima) - Report 57. È tornato papà (parte seconda) - Report 58. È tornato papà (parte seconda) - Report 59. Il mondo dei sogni (parte prima) - Report 60. Il mondo dei sogni (parte seconda) - Report 61. Il mondo dei sogni (parte terza) - Report 62. Nel mondo dei sogni (parte quarta) - Report 63. Il bacio della dea bendata - Report 64. Il giorno di paga di un giovane lavoratore - Report 65. Il principe del drago (parte prima) - Report 66. Il principe del drago (parte seconda) - Report 67. Il principe del drago (parte terza) - Report 68. Il principe del drago (parte quarta) - Report 69. Il principe del drago (parte quinta) - Report 70. La casa spirituale - Report 71. Arriva Babbo Natale - Report 72. Il primo pellegrinaggio dell'anno - Report 73. La donna delle nevi - Report 74. Il blues del fallito - Report 75. Attenti a Yokoshiman! (parte prima) |                    |                                          |
| 10 | 12-14 | 11 dicembre 1993 | ISBN 4-09-123040-7 | ottobre 1998 novembre 1998 dicembre 1998 |
| 10 | 12-14 | Capitoli - Report 76. Attenti a Yokoshiman! (parte seconda) - Report 77. Attenti a Yokoshiman! (parte terza) - Report 78. Attenti a Yokoshiman! (parte quarta) - Report 79. L'uomo di cioccolata - Report 80. Sorelle d'acciaio (parte prima) - Report 81. Sorelle d'acciaio (parte seconda) - Report 82. Sorelle d'acciaio (parte terza) - Report 83. The Sound of Silence - Report 84. Tigre! (parte prima) - Report 85. Tigre! (parte seconda) - Report 86. Tigre! (parte terza) - Report 87. Tigre! (parte quarta) - Report 88. Tigre! (parte quinta) - Report 89. Il film è vivo! - Report 90. L'oro dei miracoli - Report 91. Per chi suona la campana (parte prima) - Report 92. Per chi suona la campana (parte seconda) - Report 93. Per chi suona la campana (parte terza) - Report 94. Per chi suona la campana (parte quarta) - Report 95. Per chi suona la campana (parte quinta) - Report 96. Per chi suona la campana (parte sesta) - Report 97. Per chi suona la campana (parte settima) - Report 98. Per chi suona la campana (parte ottava) - Report 99. Per chi suona la campana (parte nona) - Report 100. Per chi suona la campana (parte decima) - Report 101. Per chi suona la campana (parte undicesima) - Report 102. Per chi suona la campana (parte dodicesima) - Report 103. Per chi suona la campana (parte tredicesima) |                    |                                          |

## Volumi 21-30
| 21 | 25 | 18 aprile 1996 | ISBN 4-09-125001-7 | agosto 2001      |
| 21 | 25 | Capitoli - Report 204. Pericolo imminente (parte prima) - Report 205. Pericolo imminente (parte seconda) - Report 206. Pericolo imminente (parte terza) - Report 207. Pericolo imminente (parte quarta) - Report 208. Pericolo imminente (parte quinta) - Report 209. Pericolo imminente (parte sesta) - Report 210. Pericolo imminente (parte settima) - Report 211. Pericolo imminente (parte ottava) - Report 212. Pericolo imminente (parte nona) - Report 213. Pericolo imminente (parte decima) |                    |                  |
| 22 | 26 | 18 luglio 1996 | ISBN 4-09-125002-5 | dicembre 2001    |
| 22 | 26 | Capitoli - Report 214. Pericolo imminente (parte undicesima) - Report 215. Dead Zone! (parte prima) - Report 216. Dead Zone! (parte seconda) - Report 217. Dead Zone! (parte terza) - Report 218. Dead Zone! (parte quarta) - Report 219. Dead Zone! (parte quinta) - Report 220. Dead Zone! (parte sesta) - Report 221. Dead Zone! (parte settima) - Report 222. Dead Zone! (parte ottava) - Report 223. Dead Zone! (parte nona) |                    |                  |
| 23 | 27 | 18 settembre 1996 | ISBN 4-09-125003-3 | aprile 2002      |
| 23 | 27 | Capitoli - Report 224. Dead Zone! (parte decima) - Report 225. Standy by Me! (parte prima) - Report 226. Standy by Me! (parte seconda) - Report 227. Standy by Me! (parte terza) - Report 228. Standy by Me! (parte quarta) - Report 229. Standy by Me! (parte quinta) - Report 230. La villa della sopravvivenza! (parte prima) - Report 231. La villa della sopravvivenza! (parte seconda) - Report 232. La villa della sopravvivenza! (parte terza) - Report 233. La villa della sopravvivenza! (parte quarta) |                    |                  |
| 24 | 28 | 18 novembre 1996 | ISBN 4-09-125004-1 | 25 agosto 2002   |
| 24 | 28 | Capitoli - Report 234. La villa della sopravvivenza! (parte quinta) - Report 235. La villa della sopravvivenza! (parte sesta) - Report 236. Bad Girls! (parte prima) - Report 237. Bad Girls! (parte seconda) - Report 238. Bad Girls! (parte terza) - Report 239. Bad Girls! (parte quarta) - Report 240. Bad Girls! (parte quinta) - Report 241. Bad Girls! (parte sesta) - Report 242. Bad Girls! (parte settima) - Report 243. Bad Girls! (parte ottava) |                    |                  |
| 25 | 29 | 18 gennaio 1997 | ISBN 4-09-125005-X | 19 dicembre 2002 |
| 25 | 29 | Capitoli - Report 244. Bad Girls! (parte nona) - Report 245. Portami sulla Luna (parte prima) - Report 246. Portami sulla Luna (parte seconda) - Report 247. Portami sulla Luna (parte terza) - Report 248. Portami sulla Luna (parte quarta) - Report 249. Portami sulla Luna (parte quinta) - Report 250. Portami sulla Luna (parte sesta) - Report 251. Portami sulla Luna (parte settima) - Report 252. Portami sulla Luna (parte ottava) - Report 253. Portami sulla Luna (parte nona) |                    |                  |
| 26 | 30 | 18 aprile 1997 | ISBN 4-09-125006-8 | 19 aprile 2003   |
| 26 | 30 | Capitoli - Report 254. Viaggio nei ricordi - Report 255. Una maga infallibile (parte prima) - Report 256. Una maga infallibile (parte seconda) - Report 257. Una maga infallibile (parte terza) - Report 258. Il bel gioco dura poco? (parte prima) - Report 259. Il bel gioco dura poco? (parte seconda) - Report 260. Festa di sopravvivenza (parte prima) - Report 261. Festa di sopravvivenza (parte seconda) - Report 262. Tesoro a bordo! |                    |                  |
| 27 | 31 | 18 luglio 1997 | ISBN 4-09-125007-6 | 19 luglio 2003   |
| 27 | 31 | Capitoli - Report 263. L'ago della bilancia (parte prima) - Report 264. L'ago della bilancia (parte seconda) - Report 265. L'ora della rivincita - Report 266. La tragedia del giorno di San Valentino (parte prima) - Report 267. La tragedia del giorno di San Valentino (parte seconda) - Report 268. La notte delle bambole viventi - Report 269. Solo: L'assassinio! (parte prima) - Report 270. Solo: L'assassinio! (parte seconda) - Report 271. Solo: L'assassinio! (parte terza) - Report 272. Solo: L'assassinio! (parte quarta) |                    |                  |
| 28 | 32 | 18 ottobre 1997 | ISBN 4-09-125008-4 | 19 ottobre 2003  |
| 28 | 32 | Capitoli - Report 273. Solo: L'assassinio! (parte quinta) - Report 274. Stranger Than Paradise (parte prima) - Report 275. Stranger Than Paradise (parte seconda) - Report 276. Stranger Than Paradise (parte terza) - Report 277. Stranger Than Paradise (parte quarta) - Report 278. Via col vento - Report 279. L'ultimo folletto - Report 280. Il mormorio degli spiriti - Report 281. La forza delle parole (parte prima) - Report 282. La forza delle parole (parte seconda) |                    |                  |
| 29 | 33 | 17 gennaio 1998 | ISBN 4-09-125009-2 | 19 gennaio 2004  |
| 29 | 33 | Capitoli - Report 283. Pericolo in alto mare (parte prima) - Report 284. Pericolo in alto mare (parte seconda) - Report 285. Invasione della Great Mother (parte prima) - Report 286. Invasione della Great Mother (parte seconda) - Report 287. Invasione della Great Mother (parte terza) - Report 288. Invasione della Great Mother (parte quarta) - Report 289. Senza esclusione di colpi (parte prima) - Report 290. Senza esclusione di colpi (parte seconda) - Report 291. Senza esclusione di colpi (parte terza) - Report 292. Senza esclusione di colpi (parte quarta) |                    |                  |
| 30 | 34 | 18 marzo 1998 | ISBN 4-09-125010-6 | 27 aprile 2004   |
| 30 | 34 | Capitoli - Report 293. Senza esclusione di colpi (parte quinta) - Report 294. Senza esclusione di colpi (seguito) (parte prima) - Report 295. Senza esclusione di colpi (seguito) (parte seconda) - Report 296. Senza esclusione di colpi (seguito) (parte terza) - Report 297. Senza esclusione di colpi (seguito del seguito) (parte prima) - Report 298. Senza esclusione di colpi (seguito del seguito) (parte seconda) - Report 299. Senza esclusione di colpi - Strategia sovrumana (parte prima) - Report 300. Senza esclusione di colpi - Strategia sovrumana (parte seconda) - Report 301. Senza esclusione di colpi - Strategia sovrumana (parte terza) - Report 302. One from the Heart (parte prima) |                    |                  |